# Астерикс
Астерикс (фр. Astérix) је медијска франшиза о селу несаломивих галских ратника који путују широм света и, уз помоћ магичног напитка, боре се против Римске републике, у доба владавине Гаја Јулија Цезара, у ахисторијској причи о времену после Галског рата. Астерикс је најпродаванији стрип у Француској (на другом мјесту је Тинтин, а на трећем је Талични Том).
Први пут се појављује 29. октобра 1959. године у стрипском часопису Pilote. Аутор је Рене Госини, а илустратор Албер Удерзо. До 2021. године објављено је 39 томова, а последњи је објављен у октобру 2021. Прва епизода овог стрипа носила је назив Астерикс галски јунак, а у целини је објављена 1961. године у тиражу од 6000 примјерака. Астерикс је преведен на 111 свјетских језика у укупном тиражу од око 370. 000 000 примјерака. Права експанзија у Француској почиње 1965. са шестом епизодом под насловом "Астерикс и Клеопатра". Девети албум "Астерикс и Нормани" из 1966. године за два дана продат је у 1,2 милиона примерака, а 29. епизода "Ружа и мач" само у Француској продана у тиражу од 7.000 000 примјерака. Поједине Астериксове авантуре су екранизоване као анимирани или играни филмови. На периферији Париза је 1989. године отворен Астериксов забавни парк.
Када су започели рад на Астериксу, дошло је до несугласица између Госинија и Удерза око тога како би требао изгледати главни јунак. Удерзо је Астерикса замишљао као огромног ратника који снагом решава проблеме на које наилази. Победила је ипак Госинијева машта који је сматрао да би Астерикс требао бити симпатични, мали, лукави ратник. Њему су ипак придружили и једног великог, али мање лукавог пријатеља, као верног пратиоца. Тако је настао и Обеликс. Имена су у стрипу формирана тако што је на корен додаван наставак икс. С обзиром да су епизоде Астерикса у наредних четрдесет година преведене на преко стотину језика и дијалеката, не чуди што су имена осталих пратећих јунака различита не само од земље до земље, већ и од издавача до издавача.
Астерикс је рађен у жанру комичног историјског стрипа. Главни јунаци су Гали Астерикс, плавокоси, омалени, храбри и лукави ратник и Обеликс, огромни, приглупи, али ратник великог срца у својим препознатљивим плаво-бијелим хлачама и са риђим плетеницама. Пустоловине у којима судјелују ова два јунака временски су постављене у 50. г. п.н.е., у период у коме је према историјским изворима цијела Галија била покорена од стране Римљана. "Цијела? Не! Једно село непокорних Гала и даље се успјешно одупире освајачу." Овом уводном реченицом је почињао сваки од тридесетдевет стрип албума колико их је до данас објављено. Ово село на обали Атлантика опкољено је са четири римска утврђена логора. Становници села се одупиру најезди Римљана захваљујући чаробном напитку који им справља сеоски друид Аспириникс и који им даје надљудску снагу, тако да за њих "млатити Римљане" представља праву забаву. Обеликс је као мали упао у казан са чаробним напитком, па му он више није ни потребан (иако он стално тражи своју порцију). С друге стране, Римљани патролирање у близини галског села доживљавају као својеврсну казну јер то обично завршава гадним батинама.
Пустоловине Астерикса и Обеликса нису ограничене само на Галију, већ су њих двојица током својих авантура стизали до Египта, Британије, Грчке, Шпаније, Корзике, Швајцарске, Белгије, Њемачке, па чак и до Индије и Америке. Госини је у својим текстовима пуним сатире исмијавао карактеристике разних народа те су му многи приговарали да је расист, али он је и саме Гале приказао као све друго само не савршене људе, па се може рећи да је он исмијавао људске мане које су карактеристичне од поднебља до поднебља. Али ни појединци нису поштеђени, пошто ликови који се појављују у стрипу нису ништа друго него карикатуре стварних личности. Неке од тих личности су из приватних живота Удерза и Госинија, а већина их је из јавног живота Француске и остатка свијета, као и из културних и уметничких дела свјетске баштине. Тако можемо наићи на римског шпијуна са лицем Шона Конерија или Јевреја са лицем Грегори Пек. Појављују се и Дон Кихот, Франкенстеин, Стен Лорел и Оливер Харди, а у улози вечно насамарених пирата су главни јунаци Шарлијевог стрипа "Риђобради". У стрипу није заобиђен ни бивши предсједник Француске Жак Ширак.
Осим Астерикса и Обеликса, јунаци који су нашли стално мјесто у стрипу су сеоски старјешина Дрматорикс који врло држи до свог ауторитета, друид Аспириникс који спрема чаробни напитак, сеоски бард Тамбурикс који све иритира својим певањем, као и остали становници села од којих је сваки као живи лик, како карактерно, Госинијевом заслугом, тако и физички Удерзовом заслугом. Непријатељи Астерикса и Обеликса су на првом мјесту Римљани са Јулијем Цезаром на челу. Ту су затим и прије споменути пирати чији брод страда у готово свакој епизоди. Као непријатељи ту су и Нормани, Готи, као и Викинзи.
Након што је, 1977., Госини изненада преминуо од срчаног удара оставивши сценарио за 24. епизоду "Астерикс међу Белгијанцима", Удерзо наставља да ради сам и сценарио и цртеж. Иако je тврдио да се његов хумор не може мјерити са Госинијем, његове епизоде не заостају за ранијим. Из поштовања према покојном пријатељу и данас наводи његово име као име сценаристе у новим епизодама. Ипак уследили су судски спорови са издавачком кућом Даргоом, у којима су Удерзо и наследници Госинија тријумфовали и преузели контролу над издаваштвом Астерикса. На крају је и Удерзо продао свој удео Хашету, што је наишло на осуду Госинијеве ћерке Силвије. Била је озлојеђена што су тиме одшкринута врата могућности да други аутори изузев самог Удерза цртају и пишу Астерикса, те је чак том приликом дала оштар интервју "Монду" у коме је тај трансфер назвала "издајом галских ратника модерним Римљанима оличеним у корпоративној Европи". Госинијева ћерка је на крају ипак смирила страсти и истакла како Астерикс има право на трећи живот, јер се прва промена већ одиграла кад је њен отац преминуо. Од 2009. године нове авантуре Астерикса црта Дидије Конрад по сценаријима Жан-Ива Ферија.
Поред свих признања Удерзо је одликован и националним орденом Легије части. Оно што разликује његов рад од рада осталих цртача је фантастична сценографија, верно пренесена на папир. Панораме античких градова су доведене до савршенства. Ипак треба споменути и то да сјајан одабир углавном топлих боја није Удерзова заслуга, јер је он далтониста. Његов опус се данас користи као литература на факултетима умјетности широм свијета.

## Астерикс у Југославији
Астерикс се у Југославији премијерно појављује 9. октобра 1966, у недељној ревији "Политика Експрес у тадашњој Социјалистичкој Републици Србији. Била је то епизода "Звездан и Клеопатра" која је објављена на ћирилици. Ова епизода је остала упамћена по томе што је Астерикс назван Звездоје, Обеликс Трбоје, Аспириникс Врачун, а Дрматорикс војвода Топуз, затим Галија је Медовина, а село у којем се одиграва радња Мала Мокра Медовина. Астерикс се(као Астерикс), убрзо почео јављати и у штампи других република тадашње Југославије. Тако, 24. марта 1971., у СР Босни и Херцеговини, у 17. броју стрип магазина "Недјељни забавник" почиње објављивање у наставцима епизоде "Астерикс Галски". Како је ревија прекинута са 21. бројем, објављено је само почетних 10 страница Астериксове прве пустоловине. У СР Хрватској "Плави Вјесник" почиње објављивати Астерикса на прелазу шездесетих у седамдесете. Децембра 1970. излази специјално, деломично у боји, издање - целовита прича "Астерикс међу гладијаторима". У редовним бројевима "Плавог Вјесника", у наставцима излазе епизоде "Астерикс и Нормани", "Чаробни штит", "Астерикс у Хиспанији", "Гњевни Цезар", "Гулаш а`ла Цезар", а са 970. бројем (26. априла 1973.), након готово двадесет година излажења, ова ревија се гаси. Исте године "Вјесник" покреће нови недељник за омладину ЗОВ (Забавни омладински вјесник). ЗОВ је у почетку штампан дјеломично у боји на квалитетном папиру и у амбициозном тиражу, а у његовом 25. броју (1. марта 1974.) почиње у наставцима излазити "Астерикс страшни гал". Међутим, упркос актуелности тема и иновативности часописа, пораст трошкова довео је до смањења броја страница,опада тираж и недељник се гаси након 43 броја, али га наслеђује стрип ревија "ЗОВ СТРИП" која је такође кратко потрајала. У њеном 4. броју објављена је целовита епизода "Астерикс код Британаца", док од 18. до 24. броја у наставцима излази "Астерикс код Швицараца". У Вјесниковим издањима Астерикса је на српско-хрватски преводио Ладислав Гракалић. Његови су преводи мешавина стандардног хрватског језика и урбаног загребачког говора тог времена и одражава специфичан хумор карактеристичан за загребачку продукцију стрипа и анимираног филма. У овим издањима Астерикс у појединим сличицама "рекламира" неке познате домаће брендове робе широке потрошње. Гракалић чаробни напитак преводи мушка вода као сатиру честе појаве рекламирања чудотворне воде за мушкарце у неким мање развијеним регијама тадашње Југославије.
Најзначајнија продукција Астерикса у бившој Југосавији била је у СР Србији. Новинско-издавачко предузеће Форум из Новог Сада (касније Форум Маркетпринт, а затим Маркетпринт) у свом недељнику "Панорама" такође издаје епизоде Астерикса на прелазу две деценије, а од 1973. до 1989. у Стрипотеци, најдуговечнијем стрип-магазину на подручју Југославије, објављује у наставцима, у оригиналној хронологији, првих 27 албума. Маркетпринт је први увео форму албума. Едицију "Астериксов забавник" покрећу 1975. у којој је између 1975. и 1988. изашло 48 мекокориченик албума у боји, у којој су се измењивали Астерикс и Талични Том. Првих 8 албума Астерикса излази у оригиналној хронологији, али наредне епизоде излазе без одређеног редослиједа, а 22. по реду "Велика пловидба" је прескочен. На крају, у овој едицији је објављено 25 епизода Астерикса (до броја 26), а од 1989. године Маркетпринт започиње нову серију луксузних трврдокоричених албума у боји, по узору на француске оригинале. Едиција је започета у сарадњи с издавачем "Дечје новине" из Горњег Милановца, тамо где је "Астериксов забавник" стао, односно са 27. албумом "Астерикс и син", али и репризирају одређене наслове, без видљивог редоследа и концепције па се након 5 објављених наслова гаси због почетка рата и распада СФР Југославије. Споменути издавач "Дечје новине" из Горњег Милановца друга је кућа у СР Србији која је издавала Астерикса. У ревији "Бисер стрип" издају целовите приче, углавном стрипова из француско-белгијске продукције. Ту су, изван хронологије, објављиване епизоде Астерикса у црно-белој штампи и у боји. Укидањем, па враћањем боје у овој ревији последица је економске кризе у Југославији осамдесетих. Поред тога, "Дечје новине" у својој црно-белој стрип ревији "Супер" такође објављују једну епизоду, а 1981. године у ревији "Мини" објављују краку причу "Маскота".
По узору на "Астериксов забавник", "Дечје новине" 1990. покрећу серију албума у боји са меким корицама "Шампиони стрипа" у којој, без одређене хронологије излази 6 албума, а сурађују са Маркетпринтом у објављивању поменуте серије тврдо укоричених албума. Поред наведених, епизоде Астерикса у осамдесетима је издавала београдска "Политика" у оквиру недељника за младе "Политикин забавник". Међу преводиоцима у Србији истакнуто мјесто има Ђорђе Димитријевић и круг преводилаца око тадашњег Форума (Маркетпринт) који су најзаслужнији за популарност и култни статус Астерикса у бившој Југославији. И данас за имена појединих ликова користе Димитријевићеви преводи.

## Постјугословенски период
У Хрватској мањи издавач "Извори" из Загреба започиње 1992. са издавањем Астериксових албума. До 1999. године излази, без редоследа, 11 епизода меких корица, док последњих 5 албума је објављено у тврдом повезу. Објављене су епизоде: Астерикс Гал (1992.), Астерикс легионар (1992.), Астерикс и златни срп (1993.), Астерикс и Готи (1993.), Астерикс код Хелвећана (1994.), Астерикс гладијатор (1994.), Астерикс и Клеопатра (1995.), Астерикс и Нормани (1995.), Астерикс на олимпијским играма (1996.), Астерикс у Хиспанији (1998.) и Велико путовање (1999.). Ова издавачка кућа је објавила и 4 албума Астериксових пустоловина на есперанту, а у сарадњи са културним друштвом хрватске националне мањине у аустријском Бургенланду на језику градишћанских Хрвата објављена су 3 албума, сви у меким корицама. Новински издавач "Слободна Далмација" у свом магазину "Comic strip" између 1994. и 1996. године објављује у наставцима два албума, првог у боји, а другог црно-бијелог. Поред тога, "Слободна Далмација" 1995. издаје и албум са сличицама "Баш су луди ови Гали" који је данас прави раритет. Крајем века на издавање Астериксових албума за источну Европу преузима Егмонт и 2000. излазе још два мекокоричена албума у боји у доста скромном издању, али великом тиражу (6. 500 примјерака). То су биле епизоде Двобој поглавара и Астерикс у Британији. Од 2014. до 2017 године издавач Bookglobe објавио је без редоследа, истовремено објављујући у меком и тврдом повезу, епизоде: Астерикс и Латравиата (2014); Астерикс и повратак у клупе (2014); Астерикс: Дан када је небо пало (2014);  Рођендански Астерикс и Обеликс - Златна књига (2014); Астерикс код Пикта (2016); Астерикс: Ружа и Мач (2016);  Астерикс: Гали на галији (2017); Астерикс и чаробни саг (2017).
У Словенији Астерикс има сличан пут. Словенци су од 1990. имали прилику читати Астерикса на словеначком језику, а издавач "Дидакта" до 1999, такође изван хронологије, објављује 11 албума, након чега 2000. у издању "Егмонта" излазе још два. Као и у Хрватској, услиједила је дуга пауза, да би 2012. године издавач Граффит поново објављује албуме Астерикса на словеначком: исте године излазе два албума у тврдом и меком увезу, а 24. октобра 2013. излазе 25. епизода и тад, најновија 35. Астериксова пустоловина "Asterix pri Piktih" (Астерикс међу Пиктима).
Распадом СФРЈ у новоствореној Савезној Републици Југославији престају се објављивати нова издања Астерикса. Стрип издаваштво је због рата и санкција у кризи, па се појављују магазини кратког века, у којима се објављују копије стрипова које је раније објавио "Маркетпринт". Сам Маркетпринт је 1994. објавио само један Астериксов албум са сличицама (прије тога је 1985. издао још једног). Београдска новинска кућа "Политика" у деведесетима поново започиње с објављивањем Астериксових пустоловина у Политикином Забавнику и објављује у наставцима 5 албума, а 1995. издаје и серију мекокоричених албума врло скромне квалитете, у којој је до краја 1999. хронолошки изашло првих 26 наслова, након чега је даље објављивање епизода стало. Појављивала су се пиратска издања епизода које до тада нису биле објављене. Издавачка кућа System Comix, издавачка кућа из Србије је 2005. објавила мекокоричени омаж под насловом „Удерзо у скицама пријатеља“.
Издавачка кућа "Чаробна књига" је у Србији у периоду од 2018. до краја 2020. године објавила у 12 интегралних албума (од којих сваки садржи по три епизоде) објавила првих 36 епизода Астерикса. Првих 27 епизода је уређено са већ постојећим преводом Ђорђа Димитријевића, које је за потребе овог издања прегледао, дотерао и поправио сам Димитријевића. Од 27. епизоде за превод је задужена Мелита Лого Милутиновић. Паралелно са објављивањем интеграла објављиване су у мекокориченом увезу и епизоде Астерикс на трци кроз Италију (2018), Верцингеториксова кћи (2020) и Астерикс и грифон (2021). Захваљујући овом издавачком подухвату српски језик је постао тек 15 у свету на којем је Астерикс преведен у целости.

## Листа издања

### Госини и Удерзо
- 1. 1961. - Астерикс галски јунак (Astérix le Gaulois). Продан у тиражу од 6.000 примјерака.
- 2. 1962. - Астерикс и златни срп (La Serpe d'or). Продан у тиражу од 15.000 примјерака.
- 3. 1963. - Астерикс и Готи (Astérix chez les Goths). Продан у тиражу од 15.000 примјерака.
- 4. 1964. - Астерикс гладијатор (Astérix gladiateur). Продан у тиражу од 60.000 примјерака.
- 5. 1965. - Астерикс и пут око Галије (Le Tour de Gaule). Продан у тиражу од 60.000 примјерака.
- 6. 1965. - Астерикс и Клеопатра (Astérix et Cléopâtre). Продан у тиражу од 100.000 примјерака.
- 7. 1966. - Борба старешина (Le Combat des chefs). Продан у тиражу од 600.000 примјерака.
- 8. 1966. - Астерикс међу Британцима. Продан у тиражу од 900.000 примјерака.
- 9. 1966. - Астерикс и Нормани (Astérix et les Normands). Продан у тиражу од 1.200.000 примјерака.
- 10. 1967. - Астерикс легионар (Astérix légionnaire). Продан у тиражу од 1.000.000 примјерака.
- 11. 1968. - Штит из Арверније (Le Bouclier arverne). Продан у тиражу од 1.000.000 примјерака.
- 12.1968. - Астерикс на Олимпијади (Astérix aux Jeux Olympiques). Продан у тиражу од 1.200.000 примјерака.
- 13. 1969. - Астерикс и украдено казанче (Astérix et le chaudron). Продан у тиражу од 1.100.000 примјерака.
- 14. 1969. - Астерикс у Хиспанији (Astérix en Hispanie). Продан у тиражу од 1.100.000 примјерака.
- 15. 1970. - Завади па владај (La Zizanie). Продан у тиражу од 1.000.000 примјерака.
- 16. 1970. - Астерикс у Хелвецији (Astérix chez les Helvètes). Продан у тиражу од 1.200.000 примјерака.
- 17. 1971. - Град богова (Le Domaine des dieux). Продан у тиражу од 1.100.000 примјерака.
- 18. 1972. - Цезарове ловорике (Les Lauriers de César). Продан у тиражу од 1.100.000 примјерака.
- 19. 1972. - Врач погађач (Le Devin). Продан у тиражу од 1.300.000 примјерака.
- 20. 1973. - Астерикс на Корзици (Astérix en Corse). Продан у тиражу од 1.300.000 примјерака.
- 21. 1974. - Цезаров поклон (Le Cadeau de César). Продан у тиражу од 1.400.000 примјерака.
- 22. 1975. - Велика пловидба (La Grande traversée). Продан у тиражу од 1.300.000 примјерака.
- 23 .1976. - Обеликсово предузеће (Obélix et Compagnie). Продан у тиражу од 1.350.000 примјерака.
- 1978. - Астерикс и 12 подвига (Asterix et les douze tâches) (Стрип је адаптација цртаног филма. Не сматра се делом канона)
- 24. 1979. - Астерикс међу Белгијанцима. Продан у тиражу од 1.500.000 примјерака.

### Удерзо
- 25. 1980. - Подељено село (Le Grand fossé). Продан у тиражу од 1.700.000 примјерака.
- 26. 1981. - Астериксова одисеја (L'Odyssée d'Astérix). Продан у тиражу од 1.700.000 примјерака.
- 27. 1983. - Астериксов син (Le Fils d'Astérix). Продан у тиражу од од 1.700.000 примјерака.
- 28. 1987. - Астерикс код Шећерлемаде (Astérix chez Rahazade). Продан у тиражу од 1.700.000 примјерака.
- 29. 1991. - Ружа и мач (La Rose et le glaive). Продан у тиражу од 2.000.000 примјерака.
- 30. 1996. - Обеликсове невоље (La Galère d'Obélix). Продан у тиражу од 2.600.000 примјерака.
- 31. 2001. - Астерикс и Латравијата (Astérix et Latraviata). Продан у тиражу од 3.000.000 примјерака.
- 32. 2003. - Астерикс и повратак у галску школу (Astérix et la rentrée gauloise). Ово су обједињене кратке приче из "Пилота" Прво издање из 1993. продано је у тиражу од 500.000 примјерака, а реиздање из 2003. у 1.100.000 примјерака.
- 33. 2005. - Небо му пада на главу (Le ciel lui tombe sur la tête). Продан у тиражуод 3.200.000 примјерака.
- 34. 2009. - Астериксов и Обеликсов рођендан (L'Anniversaire d'Astérix et Obélix - le Livre d'Or). Продан у тиражу од 1.300.000 примјерака.

### Жан Ив-Фери
- 35. 2013. - Астерикс међу Пиктима (Astérix chez les Pictes). Продан у тиражу од 2.000.000 примјерака.
- 36. 2015. - Цезаров папирус (Le Papyrus de César). Продан у тиражу од 2.000.000 примјерака.
- 37. 2017. - Астерикс на трци кроз Италију (Astérix et la Transitalique). Продан у тиражу од 2.000.000 примјерака.
- 38. 2019. - Верцингеториксова кћи.
- 39. 2021. - Астерикс и грифон (Asterix et le Griffon).

### Фабкаро
- 40 2023. - Бели ирис (L'Iris blanc).

## Филмови

### Анимирани филмови
- Астерикс, Гал (1967)
- Астерикс и Клеопатра (1968)
- Астерикс и 12 подвига (1976)
- Астерикс против Цезара (1985)
- Астерикс у Британији (1986)
- Астерикс и велика туча (1989)
- Астерикс осваја Америку (1994)
- Астерикс и викинзи (2006)
- Астерикс: Насеље богова (2014)
- Астерикс: Тајна чаробног напитка (2018)

### Играни филмови
- Астерикс и Обеликс против Цезара (1999)
- Астерикс и Обеликс: Мисија Клеопатра (2002)
- Астерикс на Олимпијади (2008)[10][11][12]
- Астерикс и Обеликс у Британији (2012)
- Астерикс и Обеликс: Средње краљевство (2023)

## Телевизијске серије
Дана 17. новембра 2018. године, Студио 58 и Фјучурикон су објавили да ће емитовати компјутерски анимирану серију од 52 једанаестоминутне епизоде усредсређене на Гаровикс за емитовање на Француској телевизији 2020. године. Дана 21. децембра 2020. године, потврђено је да су Догматикс и Индомитејблс померени за јесен 2021. године, и да о2о Студио производи анимацију. Емисију дистрибуира глобално LS Distribution. Серија је премијерно приказана на Окоо сервису за стриминг 2. јула пре него што је почела са линеарним емитовањем на каналу Француска 4 28. августа 2021. године.
Дана 3. марта 2021, објављено је да ће Астерикс Гал бити водећи лик у новој Нетфликсовој анимираној серији у режији Алена Шабата. Најављено је да је серија адаптација из једног од класичних томова, Астерикс и велика борба, где Римљани, након што их Астерикс и његове сеоске кохорте константно срамоте, организују тучу између ривалских галских поглавица и покушавају да поправе резултат киднаповањем друида, заједно са његовим преко потребним магичним напитком. Очекује се да ће серија дебитовати 2023. године. Серија ће бити ЦГ-анимирана.

## Утицај у популарној култури
- Први француски сателит, који је лансиран 1965. године, назван је Астерикс-1 у част Астерикса.[23] Астероиди 29401 Астерикс и 29402 Обеликс такође су названи у част ових фикционих ликова. Случајно, реч Астерикс/Астериск потиче од грчког за Мала звезда.
- Током кампање да Париз буде домаћин Летњих олимпијских игара 1992, Астерикс се појавио на многим постерима изнад Ајфелове куле.
- Француска компанија Белин представила је серију чипса Астерик обликованих у облику римских штитова, тиквица, дивље свиње и костију.
- У Великој Британији 1995. године Астерикс новчићи су представљени бесплатно у свакој тегли Нутеле.
- Године 1991, Астерикс и Обеликс су се појавили на насловној страни листа Тајм за специјално издање о Француској, у уметничкој режији Мирка Илића. У издању истог часописа из 2009. године, Астерикса су неки описали као симбола француске независности и пркоса глобализацији.[24] Упркос томе, Астерикс је направио неколико промотивних наступа за ланац брзе хране Макдоналдс, укључујући и једну рекламу која представља становнике села који уживају у традиционалној гозби која завршава причу у ресторану Макдоналдса.[25]
- Верзија 4.0 оперативног система ОпенБСД садржи пародију на причу о Астериксу.[26]
- Акциони стрип број 579, који је објавио DC Comics 1986. године, који је написао Лофисијер и илустровао Кит Гифен, садржао је омаж Астериксу где су Супермен и Џими Олсен премештени у прошлост у мало село несаломљивих Гала.
- Године 2005, у Бриселу је одржана изложба Огледала света под називом Астерик. Белгијска пошта је такође објавила сет марака да се поклопи са изложбом. У оквиру изложбе објављена је књига која садржи делове на француском, холандском и енглеском.[27]
- Дана 29. октобра 2009, Гуглова почетна страница великог броја земаља је приказала логотип (назван Гугл Дудл) у знак сећања на 50 година Астерикса.[28]
- Иако су се од тада променили, хералди #2 и #3 у Краљевству Анстеора из Друштва за креативни анахронизам били су хералди звездице и обелиска.[29]
- Астерикс и Обеликс су били званичне маскоте Светског првенства у хокеју на леду 2017, чији су заједнички домаћини били Француска и Немачка.
- Француска је 2019. године издала комеморативни новчић од 2 евра за прославу 60. годишњице Астерикса.[30]
- Краљевска канадска морнарица има брод за снабдевање по имену МВ Астерикс. Други брод класе Ризолв, који је носио име МВ Обеликс, је отказан.[31]
- Астерикс, Обеликс и Виталстатистикс појављују се у књизи Ларија Гоника Карикатурна историја свемира том 2, посебно у приказу галске инвазије на Италију (390 – 387. п. н. е.). У последњем панелу те секвенце, док се шетају према заласку сунца, Обеликс каже "Хајде, Астерикс! Хајде да узмемо наш сопствени стрип."